# Acacia graniticola
Acacia graniticola är en ärtväxtart som beskrevs av Bruce R. Maslin. Acacia graniticola ingår i släktet akacior, och familjen ärtväxter. Inga underarter finns listade i Catalogue of Life.